# رودریگو آکوستا
رودریگو آکوستا (انگلیسی: Rodrigo Acosta؛ زادهٔ may ۵, ۱۹۹۰ (۳۵ سال)) بازیکن فوتبال اهل آرژانتین است که در پست مهاجم در لیگ برتر بی در شیلی برای دپورتس کنسپسیون بازی می‌کند.